# Oppas
Oppas fou fill del rei Ègica i germa de Vítiza. Era suposadament bisbe de Sevilla. Quan Roderic fou proclamat dux de la Bètica el 709 o 710 a Toledo, Oppas, que era religiós, i un altre germà de nom Sisebert van encapçalar a Toledo i la Cartaginense la facció favorable a Àkhila II, que era a la Tarraconense. Fou proclamat arquebisbe de Toledo segurament després de la mort de Roderic a la batalla de Guadalete.
Era a Toledo quan hi va arribar Mussa ibn Nussayr l'estiu del 713, però això podia ser per haver-hi anat després de la derrota de Roderic i l'entrada de Tàriq ibn Ziyad a la ciutat. A Toledo es va oposar al saqueig del tresor, i fou condemnat a mort però poc després, el 714 va passar al servei dels àrabs i fou amnistiat. Va ser lleial des de llavors als musulmans.

## La batalla de Covadonga
El 722, després de la revolta de Pelai a Astúries, el valí Ànbassa ibn Suhaym al-Kalbí es va dirigir a la zona acompanyat del prelat Oppas, al qual es va encarregar negociar la submissió dels rebels, que realitzaven algunes operacions guerrilleres. Les viles, aldees, hisendes i tribus de la zona tant a Astúries com a Cantàbria es van sotmetre sense lluita i el governador Munuza va poder tornar a instal·lar-se a Gijón, on ja devia haver residit abans que la propagació de la rebel·lió el 718 l'obligués a la fugida. Pelai i els seus fidels es van refugiar en les muntanyes de Covadonga (Cangues d'Onís). Allà va enviar Munusa al general al Qama. Si Oppas va emprendre algun tipus de negociació va fracassar.
El dia 28 de maig del 722 l'exèrcit d'al Qama va caure en una emboscada morint el mateix general, i caient presoner Oppas. Les tropes islàmiques mancades de cap, encara que se suposa que les baixes del seu exèrcit van ser poc importants, es van desbandar i els muntanyencs els van ser massacrant en petits grups durant la fugida. Encara que la derrota no va ser molt significativa en l'aspecte militar - va tenir menys importància que la batalla de Tolosa (721) - va tenir un efecte polític considerable. Els magnats gots de la zona es van rebel·lar, i van trobar en els indòmits muntanyencs a uns auxiliars magnífics i poc exigents. Munusa, en conèixer la derrota, va tornar a abandonar la zona, però els muntanyencs li van parar un parany a la Collada de la Aciera, morint el governador i molts dels seus homes. Cantàbria es va unir a la revolta.
La sort posterior d'Oppas és desconeguda.
Un altre Oppas, de noble llinatge visigot, fou també bisbe de Sevilla uns anys després.